# Le Livre rouge
Le Livre rouge, dont le titre original est Liber Novus (« Nouveau Livre » en latin), est un manuscrit écrit et illustré par le psychanalyste suisse Carl Gustav Jung.
Bien qu'écrit entre les années 1913 et 1930, il est exposé et publié en fac-similé pour la première fois en 2009 grâce au long travail d'édition de Sonu Shamdasani, psychiatre et professeur, et avec la coopération de la famille Jung. Il est considéré comme une des œuvres majeures de la psychologie analytique. Jung y a consigné des années durant ses rêves et fantasmes, notamment lors de sa confrontation à l'inconscient, dès sa rupture avec Freud en 1913. Une partie de cet ouvrage constitue la création d'une mythologie personnelle, ce qui en fait une œuvre mythopoïétique.

## Contexte historique
Plongé dans une crise identitaire profonde à la suite de la rupture avec Freud en 1912/1913   et à certains rêves et visions dont la violence prédisait les horreurs de la guerre à venir, Jung se donna à une descente volontaire dans les profondeurs de son propre psychisme. Cherchant à maintenir une vie diurne quasi normale entre pratique psychiatrique et vie familiale, "un point d'attache dans ce monde [...] comme contrepoids au monde intérieur étranger", il consacrait ses soirées à noter ses propres rêves, fantasmes et imaginations, une matière brute qu'il traiterait par la suite par la technique baptisée plus tard d'imagination active, une pratique qui consistait à :

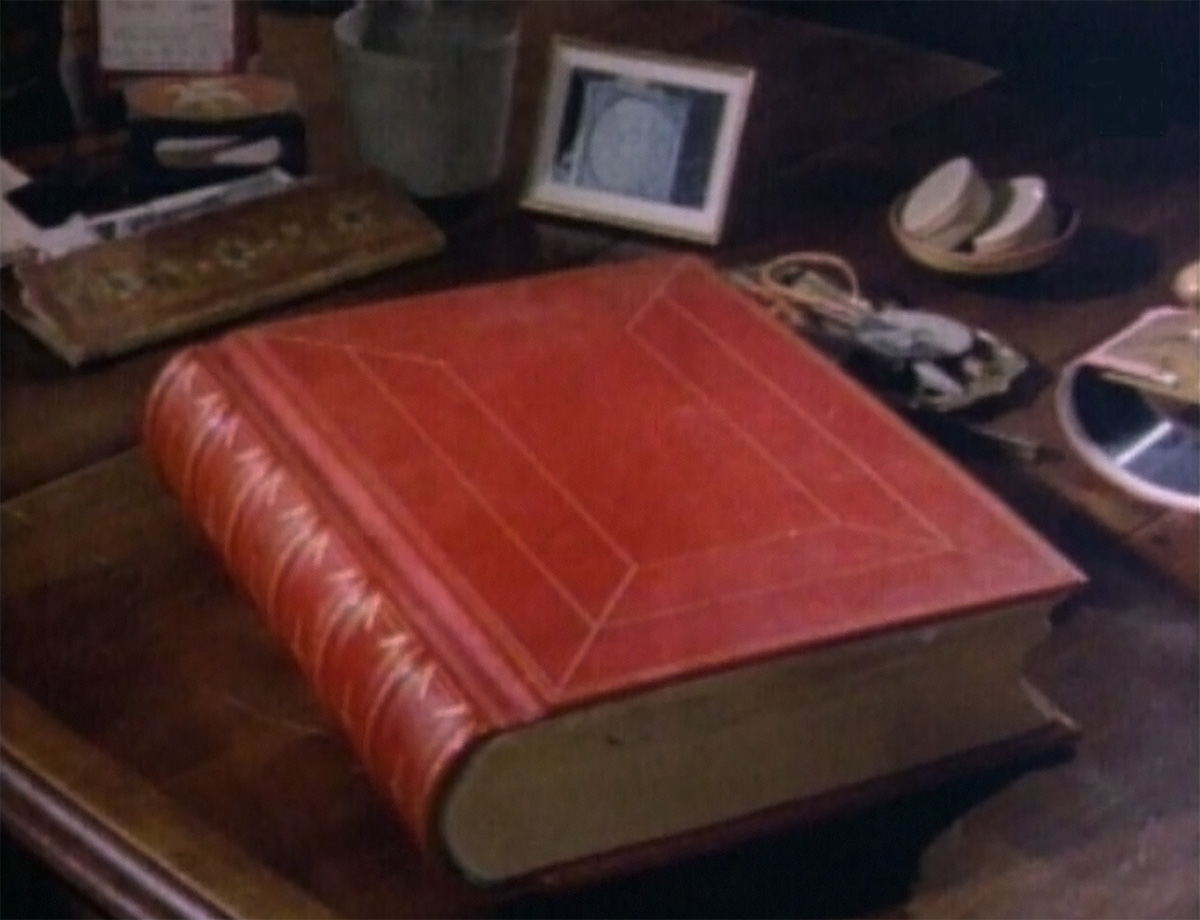
Le Livre rouge sur le bureau de C G Jung

« [...] délibérément évoquer une image [issue de ses fantasmes] en état éveillé, pour par la suite y entrer sous forme de drame. Ces fantasmes peuvent être compris comme une façon de penser dramatique sous forme picturale... Rétrospectivement, il se rappela que sa question scientifique visait à élucider ce qui avait lieu quand il éteignait [pour ainsi dire] sa conscience. " » En 1959 Jung ajoute un court épilogue au Livre rouge, il dit à propos de sa confrontation avec l'inconscient : « Cela paraîtra une folie à un observateur non averti. Cela aurait pu, en effet, en devenir une si je n’avais pu endiguer et capter la force subjuguante des événements originels [...] J’ai toujours su que les expériences contenaient des choses précieuses et c’est pourquoi je n’ai rien su faire de mieux que les traduire par écrit en un livre précieux. » »

## Le livre
Appelé Le Livre rouge car le manuscrit original est constitué de folios reliés sous une couverture en cuir rouge, il s'agit d'une transcription élaborée, minutieusement calligraphiée et artistiquement illustrée du matériel provenant des cahiers où Jung avait dans un premier temps noté ses rencontres et traversées nocturnes (un ensemble de six volumes reliés nommés Le cahier noir dont la publication est en cours). Adoptant le style calligraphique des manuscrits des XVe et XVIe siècles, Jung donna à ce travail mené pendant plus de 13 ans le titre formel de Liber Novus. Le Livre rouge, ou Liber Novus, tel que publié (en 2009 en anglais, en 2011 en français) inclut aussi les portions manuscrites qui ne furent pas transcrites dans le volume rouge original. « Entre textes calligraphiés, images, peintures, mandalas et une richesse étonnante de personnages de l’imagination, de la mythologie et de la culture, Liber Novus, Nouveau Livre en latin, raconte l'histoire d'un homme qui a perdu son âme et part à sa recherche. » Éprouvé par les événements, se sentant désorienté et assailli par des humeurs sombres, il mena ces explorations nocturnes en adoptant une trame dramatique, celle d'un homme qui doit retrouver son mythe, qui part à la recherche de son âme perdue. Or, la quête s'avéra bien plus profonde et universelle qu'une voie de guérison de ses propres troubles personnels. En effet, ses rêves, visions et fantasmes sous forme de personnages, et sa confrontation avec eux, avaient à voir avec tout ce que l'homme occidental chrétien de l'époque rejetait depuis des siècles.

## Importance de l'ouvrage
Jung qualifie sa période de profonde introspection et confrontation aux visions et images issues de l'inconscient comme cruciale ; son œuvre tout entière en découle. « Les années durant lesquelles j’étais à l’écoute des images intérieures constituèrent l’époque la plus importante de ma vie, au cours de laquelle toutes les choses essentielles se décidèrent. Car c’est là que celles-ci prirent leur essor et les détails qui suivirent ne furent que des compléments, des illustrations et des éclaircissements. Toute mon activité ultérieure consista à élaborer ce qui avait jailli de l’inconscient au long de ces années et qui tout d’abord m’inonda. Ce fut la matière première pour l’œuvre d’une vie. » D'après les auteurs jungiens James Hillman et Sonu Shamdasani, le Liber Novus : « C'est Jung sans les concepts.... Dans ce texte il cherche à s'[en] débarrasser le plus possible pour se confronter à l'immédiateté de sa propre expérience. » « Il utilise en effet le langage de la littérature, de la dramaturgie ou de la poésie. Il est en train d'utiliser des mots qui sont descriptifs et concrets pour parler de ce qui se passe dans la psyché... » Autrement dit, le Livre rouge contient une matière élaborée, un travail qui lui avait permis d'apaiser des états émotifs forts ("dans la mesure où je parvenais à traduire en images les émotions qui m'agitaient, c'est-à-dire trouver les images qui se cachaient dans les émotions, la paix intérieure s'installait). Jung traçait ainsi une voie par laquelle il parvenait à surmonter une crise profonde, à éviter l'effondrement, retrouver ses repères et redonner un sens à sa vie. Mais ultérieurement cette tâche, ardue et profondément personnelle, allait s'avérer à ses yeux d'importance et de pertinence collective. "Car, en réfléchissant à soi-même il ne tombe pas, au niveau le plus profond, sur sa propre biographie mais cela devient en effet une tentative de découvrir ce qui est quintessenciel à l'humain.
Ainsi, son propre vécu intérieur, transcrit et imagé dans le Livre rouge constitue le point de départ à partir duquel Jung élaborera ses concepts et construira son corpus théorique. "Ses concepts ont été d'utilité à d'autres et cela fut en partie, sa tâche d'homme de médecine - le fait de fournir quelque chose aux autres qui les guiderait lors de leurs sombres nuits dans leurs propres enfers.".

## Parution duLivre rougeen France
En France l'ouvrage fut publié en 2011 les éditions de l'Iconoclaste et La Compagnie du livre rouge, événement accompagné par une exposition au musée Guimet du Livre Rouge original ainsi que d'autres écrits et objets. Un numéro des Cahiers jungiens de psychanalyse fut consacré à cet ouvrage  ainsi que de nombreuses conférences.